# كيرميت روزفلت
كيرميت روزفلت (بالإنجليزية: Kermit Roosevelt)‏ (و. 1889 – 1943 م) هو كاتب من الولايات المتحدة الأمريكية ولد في أويستر باي.

## التعليم
تعلم في جامعة هارفارد.

## جوائز
حصل على جوائز منها الصليب العسكري.

## روابط خارجية
- كيرميت روزفلت على موقع إن إن دي بي (الإنجليزية)